# Amoroto
Amoroto és un municipi de la província de Biscaia, País Basc. Pertany a la comarca de Lea-Artibai i té 408 habitants segons el cens de l'INE de l'any 2009. La seva superfície és de 12,94 km² amb una densitat poblacional de 31,53 hab./km². Està format per quatre barris: Elexalde, Odiaga, Ugaran i Urrutia.
Va pertànyer a la merindad de Busturia i va tenir el nom de Amoredo. En l'actualitat pertany a la Mancomunitat de Lea Artibai al costat dels municipis de Munitibar, Aulesti, Gizaburuaga, Mendexa, Ispaster i Lekeitio.
Amoroto es va fer famosa per ser una localitat recurrent als sketchos humorístics del programa de televisió Vaya Semanita.

## Eleccions municipals 2007
Tres partits van presentar candidatura en el municipi; El grup independent Herriko Kandidatura, PSE-EE i PP. Aquests van ser els resultats: 
- Herriko Kandidatura : 223 vots (7 escons)
- Partit Socialista d'Euskadi - Euskadiko Ezkerra : 0 vots (0 escons)
- Partit Popular : 0 vots (0 escons)

Amb aquests resultats va quedar clar vencedor l'actual alcalde del municipi Victor Maria Gabiola Leniz, a l'obtenir més del 99% dels vots, i obtenint les 7 regidories de l'ajuntament. Destacar els dolents resultats dels Socialistes i Populars, ja que ni uns ni uns altres van obtenir ni un sol vot, per tant, no van obtenir representació.